# Musée de botanique de Florence
Le musée de botanique de Florence est un musée situé à Florence, rue Giorgio La Pira, qui dépend du musée d'histoire naturelle aux multiples établissements disséminés dans la ville. C'est le plus grand de la sorte en Italie, mais il n'est accessible que sur rendez-vous. Il abrite divers herbiers, dont l'un remonte au XVIe siècle, ainsi qu'une riche collection de modèles de plantes et de fruits en cire et une xylothèque.
L'herbier tropical rassemble la collection la plus importante du monde d'exemplaires originaires d'Éthiopie et de Somalie. On y trouve également certains exemplaires uniques au monde d'espèces végétales éteintes, comme celles des zones paléduviennes de Toscane, avant les campagnes d'assainissement du XIXe siècle. L'institut scientifique de l'herbier central italien se trouve en annexe du musée.

## Collections
- Herbier des palmiers : 35 000 spécimens issus de la collection du professeur Odoardo Beccari récoltés par lui en Indonésie et en Malaisie ou en partie issus de dons d'autres naturalistes.
- Xylothèque : 7 000 spécimens de bois pour la plupart présentés en forme de planchettes.
- Vitrine des coiffures : réalisées avec des fibres végétales du monde entier dont celle du chapeau de paille de Florence.
- Fossiles : 10 000 fossiles botaniques, en majorité d'Italie, avec de nombreuses plantes de forme tropicale qui y poussaient à l'époque préhistorique.
- Cires botaniques : plantes de grandeur naturelle ou agrandie, créées en cire par le musée de physique et d'histoire naturelle (à l'instar des petits modèles anatomiques du musée de la Specola. Certaines sont insérées dans des vases de porcelaine de la manufacture de Doccia. On trouve également des fruits de cire (environ 290), intéressant par la richesse et la variété des modèles.
- Herbier central italien : fondé en 1842 par le botaniste Filippo Parlatore et comprenant des plantes du monde entier et particulièrement d'Italie et du monde méditerranéen, il s'enrichit annuellement grâce à des acquisitions et des échanges et recueille près de trois millions d'exemplaires. La collection de fougères et de lichens (700 000 taxons) est exceptionnelle. Certains exemplaires remontent au XVIIIe siècle.
- Herbier Cesalpino : cet herbier datant de 1563 a été commencé par Andrea Cesalpino, fondateur du premier jardin botanique au monde, à Pise. Les 768 espèces sont classées en 266 feuilles, selon un système antérieur à celui de Linné, basé sur l'observation des caractères reproductifs.
- Herbier Micheli et Targioni Tozzetti : il comprend 19 000 spécimens surtout originaires de Vénétie et de Toscane, recueillis par Pier Antonio Micheli (1679-1737), père de la mycologie italienne et intégrés au début du XIXe siècle par son élève Giovanni Targioni Torzzetti.
- Herbier Webb : il comprend 200 000 feuilles données par l'explorateur et scientifique Philip Barker Webb en 1854 avec des exemplaires exceptionnels provenant du monde entier, recueillis par lui-même et d'autres scientifiques. On remarque certains exemplaires recueillis par Darwin au Cap-Vert en 1832 avec des écritures autographes, ou par Labillardière, dans l'une des premières explorations de l'actuelle Australie (1792-1794), où il remarqua pour la première fois un eucalyptus. D'autres exemplaires proviennent d'Hipólito Ruiz López et José Antonio Pavón (Amérique du Sud, XVIIIe siècle) et d'Odoardo Beccari dans le Sud-Est asiatique.

## Source
- (it) Cet article est partiellement ou en totalité issu de l’article de Wikipédia en italien intitulé « Museo di storia naturale sezione di botanica » (voir la liste des auteurs).